# Synodontis ocellifer
Synodontis ocellifer är en afrikansk fiskart i ordningen malartade fiskar som förekommer i Gambia, Ghana, Guinea, Kamerun, Mali, Niger, Nigeria, Senegal och Tchad. Den är främst nattaktiv. Vuxna exemplar kan bli upp till och 49 cm lång och strax över 9 år gamla.